# Anarta albivena
Anarta albivena là một loài bướm đêm trong họ Noctuidae.